# László Gyimesi (Pianist)
László Gyimesi (* 17. Juni 1948 in Szentes) ist ein ungarischer Pianist.

## Leben und Wirken
Seine Ausbildung bei Péter Solymos und Albert Simon an der Franz-Liszt-Musikakademie in Budapest schloss er mit Auszeichnung ab. Anschließend studierte er bei Géza Anda in Zürich, György Sebők an der Indiana University in Bloomington und Stefan Askenase in Bonn.
Er war Preisträger bei mehreren internationalen Klavierwettbewerben, u. a. Leeds International Piano Competition, Liszt-Bartók Competition in Budapest and Valencia International Piano Competition Prize Iturbi. Konzertreisen führten ihn in viele Länder Europas, in die USA, nach Japan, Kanada, und Kuba. Als Solist trat er u. a. mit Sinfonieorchester Basel, Budapester Symphoniker, RIAS-Symphonie-Orchester, Orchestra della Svizzera italiana, Tonhalle-Orchester Zürich und Philharmonia Hungarica auf.
László Gyimesi war jahrelang an verschiedenen Musikhochschulen in Baden-Württemberg (Karlsruhe, Freiburg, Stuttgart), als Dozent bzw. als Professor tätig. Er lebt seit 1973 in der Schweiz und betreut eine Ausbildungs- und Konzertklasse an der Hochschule für Musik Basel. Daneben gibt Gyimesi Meisterkurse in USA, Frankreich, Japan, Ungarn und Spanien und veröffentlichte eine Reihe von Videos, welche die wichtigsten Elemente der Klaviertechnik behandeln. Er hat bei Ex Libris und Harmonia Mundi Schallplatten aufgenommen.